# .ar
.ar – krajowa domena internetowa najwyższego poziomu przypisana dla stron internetowych z Argentyny, jest aktywna od 1987 roku i administrowana przez NIC Argentina. 

## Domeny drugiego poziomu
- .com.ar — do zastosowań komercyjnych
- .edu.ar — placówki oświatowe
- .gov.ar — jednostki rządowe
- .int.ar — strony międzynarodowe
- .mil.ar — jednostki wojskowe
- .net.ar — internet i sieci
- .org.ar — organizacje pozarządowe

## Informacje dodatkowe
Pomimo że rejestrować można jedynie domeny na trzecim poziomie, istnieje kilka domen na poziomie drugim:
- congresodelalengua3.ar
- educ.ar
- gobiernoelectronico.ar
- mecon.ar
- nacion.ar
- nic.ar
- promocion.ar
- retina.ar
- uba.ar